# ديبروفيلين
ديبروفيلين (بالإنجليزية: Diprophylline)‏ هو دواء يُستعمل في علاج الربو، والتهاب القصبات، ونفاخ رئوي حسب إدارة الغذاء والدواء الأمريكية. يعمل هذا الدواء كموسع قصبي.